# Папский институт мариологии
Папский институт мариологии (лат. Marianum) — папский университет для изучения мариологии. То же название — Marianum — носит также престижный журнал мариологических исследований. Институт и журнал учреждены известным ватиканским теологом Габриэлем Роскини (1900—1977), автором более 900 трудов по мариологии.
Само название Marianum восходит к папе Бонифацию IX, который в 1398 году предоставил колледжу ордена Сервитов право присваивать учёные степени по богословию. Этот колледж в Риме был закрыт в 1870 году в связи с революцией и вновь открыт под названием колледжа святого Алессио Фальконьери в 1895 году.
В 1939 году Г.Роскини учредил журнал Marianum и возглавлял его в течение тридцати лет. В 1950 году Г.Роскини основал Факультет мариологии, который 8 декабря 1955 года стал папским университетом согласно указу Конгрегации семинарий и университетов под руководством папы Пия XII, Роскини стал его ректором. С 1971 года институт был открыт для обучения мирян.
В настоящее время Папский институт мариологии является одним из наиболее авторитетных учреждений по обучению мариологии. Расположен в Риме на Viale 30 Aprile. Академические программы включают магистерскую (2 года обучения) и докторскую. Институт имеет библиотеку с более чем 85 тысячью томов по мариологии, а также журналами богословской тематики.